# Filip Struwe
Nils Filip Struwe, född den 8 juni 1973 i Bunkeflo församling, är en svensk journalist och programledare.

## Biografi
Struwe började arbeta på Sveriges Radio P3 1993 som reporter på bland annat Åkesons Åkeri och var programledare för telefonväkteriet Hallå i P3, Radio Europa samt programledarvikarie för Folkradion.
1997–2001 ledde han IT-programmet Sajber. Därefter har han programlett bland annat Studio 24 och Gomorron Sverige.
Hösten 2003 började Struwe som producent för programmet Lantz i P3 tillsammans med bland andra Annika Lantz. Sommaren 2007 vikarierade han som SVT:s korrespondent i Washington. Våren 2008 ledde Struwe det direktsända debattprogrammet Skolfront i SVT2 tillsammans med Natanael Derwinger. Han har också varit programledare och reporter på Rapport.
I november 2011 lanserades Nyhetslabbet, ett pilotprojekt för direktsända nyheter på SVT.se. Struwe var programledare och medarbetare för projektet. Nyhetslabbet avslutades efter sändningar från Almedalen 2012. Under 2014 var Struwe en del av SVT:s medieredaktion SVT Medier tillsammans med Katarina Andersson som också producerade en TV-podd.
Från den 1 januari 2017 är Struwe chef för livegruppen på SVT Nyheter Online med ansvar för SVT:s extra direktsändningar.

## Kända reportage
- Med start den 1 juni 2006 [9] visade Struwe i Rapport att polisens tillslag mot fildelningssajten Pirate Bay skedde efter påtryckningar från filmorganisationen MPAA samt efter hot om handelssanktioner från den amerikanska regeringen.[10]
- Den 16 juni 2008 visades i Rapport att Försvarets Radioanstalt (FRA) i minst 10 år fångat in och lagrat svenskars tele- och datakommunikationer (trafikdata) i Trafikdatabasen Titan [11], ett avslöjande som uppmärksammades av journalisten Jan Guillou [12], 13 forskare och signalspaningsexperter[13]. Källan till reportaget eftersöks av SÄPO[14].
- Den 14 september 2008 visade Sveriges Television en nyhetsdokumentär om FRA-lagen, som Struwe gjorde tillsammans med Mikael "Micke" Pettersson.

## Familj
Mellan 2001 och 2011 var Struwe gift med Hanna Zetterberg; tillsammans har de två barn.